# Clementine (película de 2019)
Clementine es una película de drama romántico estadounidense de 2019 escrita y dirigida por Lara Gallagher. Está protagonizada por Otmara Marrero, Sydney Sweeney, Will Brittain y Sonya Walger.
La película tuvo su estreno mundial en el Festival de Cine de Tribeca el 27 de abril de 2019. Fue estrenado el 8 de mayo de 2020 en cines virtuales, por Oscilloscope debido a la pandemia de COVID-19.

## Argumento
Karen (Marrero), aún sintiendo los estragos del final de una relación sentimental con una persona del mismo sexo, busca refugio en la casa del lago de su ex y conoce a Lana (Sweeney), una joven provocativa con quien explora una nueva y complicada relación.

## Reparto
- Otmara Marrero como Karen.
- Sydney Sweeney como Lana.
- Will Brittain como Beau.
- Sonya Walger como D.

## Producción
En octubre de 2017, se anunció que Otmara Marrero, Sydney Sweeney, Will Brittain y Sonya Walger se unieron al elenco de la película, con Lara Gallagher dirigiendo a partir de un guion que ella escribió. Aimee Lynn Barneburg, Karina Ripper y Davis Priestley están produciendo, mientras que Kim Bailey e Isabel Marden serán las productoras ejecutivas. El rodaje tuvo lugar en Portland, Oregón.

## Lanzamiento
La película tuvo su estreno mundial en el Festival de Cine de Tribeca el 27 de abril de 2019. Poco después, Oscilloscope adquirió los derechos de distribución de la película en Estados Unidos. Su lanzamiento fue previsto para el 8 de mayo de 2020.

## Respuesta crítica
Clementine recibió críticas mixtas a positivas. a octubre de 2021, 64% de las 50 reseñas compiladas en el sitio web agregador de reseñas Rotten Tomatoes son positivas, con una calificación promedio de 6.1/10. El consenso de los críticos del sitio web dice: «A Clementine le cuesta encajar como un thriller erótico, pero a menudo se mantiene unida gracias a la amistad bien interpretada en su núcleo». En Metacritic, la película tiene una puntuación de 55 sobre 100, basada en doce críticas, lo que indica «críticas mixtas o promedio». La película recibió críticas positivas de los críticos, quienes elogiaron la química de Sweeney y Marreo y la dirección de Gallagher, pero criticaron el guion.